# Pseudopanurgus nitescens
Pseudopanurgus nitescens là một loài Hymenoptera trong họ Andrenidae. Loài này được Cockerell mô tả khoa học năm 1918.